# Rhaphium currani
Rhaphium currani är en tvåvingeart som först beskrevs av Octave Parent 1939.  Rhaphium currani ingår i släktet Rhaphium och familjen styltflugor. Inga underarter finns listade i Catalogue of Life.